# 格林維爾 (紐約州格林縣)
格林維爾（英語：Greenville）是一個位於美國紐約州格林縣的鎮。

## 人口
根據2020年美國人口普查的數據，格林維爾的面積為101.30平方千米，當中陸地面積為100.80平方千米，而水域面積為0.50平方千米。當地共有人口3741人，而人口密度為每平方千米37人。